# Raya Azebo
Raya Azebo est l’un des 36 woredas de la région du Tigré, en Éthiopie.